# Emilio Grenet
Emilio „Neno“ Grenet Sánchez (* 1901 in Havanna; † 1941) war ein kubanischer Komponist, Pianist und Musikpädagoge.

## Leben
Grenet entstammte einer Musikerfamilie. Seine Brüder waren die Komponisten Eliseo Grenet und Ernesto Grenet. Er studierte Musiktheorie und Solfège bei Armando Laguardia. Anfang der 1920er Jahre war er Klavierbegleiter bei den Auftritten der Marx Brothers in New York. Später studierte er in Spanien Harmonielehre bei Conrado del Campo.
Bei einem Haiangriff im Meer bei Havanna verlor Grenet 1930 den linken Arm und das linke Bein. Nach seiner Rückkehr nach Kuba arbeitete er für den Radiosender des Kulturministeriums und begann mit Forschungsarbeiten, die in das Buch Música popular Cubana (1939) mündeten. Das Buch bietet eine Übersicht über die bedeutendsten Musikwerke Kubas vom 19. Jahrhundert bis zum Zeitpunkt der Auswahl, darunter Kompositionen von Ignacio Cervantes, Jorge Anckermann, Alberto Villalón, Ernesto Lecuona und Miguel Matamoros. Grenet war der Lehrer von Enrique González Mántici und Vicente González-Rubiera.

## Werke
- Búcate plata
- Curujey
- Hay que tené voluntá
- Mi chiquita
- Quirino con su tre
- Secuestro de la mujer de Antonio
- Tú no sabe inglé, Text von Nicolás Guillén
- Vito Manué, Text von Nicolás Guillén
- Yambambó, Text von Nicolás Guillén
- La torrecilla
- Maracas y bongó
- Sabía ausencia